# Principatul episcopal Liège
Principatul episcopal Liège (franceză Principauté épiscopale de Liège, germană Fürstbistum Lüttich, neerlandeză Prinsbisdom Luik) a fost un stat al Sfântului Imperiu Roman din Țările de Jos.

## Teritoriul
Principatul era enclavat în Țările de Jos de sud, fiind situat de-a lungul râului Meuse, de la Dinant și Bouillon în sud până în Comitatul Loon în Nord (cu excepția orașului Namur ce făcea parte din comitatul omonim). Astfel principatul diviza în două Țările de Jos de sud izolând ducatele Limburg și Luxemburg de restul Țărilor de Jos. Orașul Maastricht se afla de asemenea sub suveranitatea prințului de Liège, inițial concomitent cu suveranitatea Ducelui de Brabant și apoi cu cea a Provinciilor Unite. Teritoriul reprezintă aproximativ 1/5 din teritoriul Belgiei actuale, reprezentând mare parte din provinciile actuale Liège, Limburg și o parte din provincia Namur.
Teritoriul medieval era organizat sub forma a 23 de orașe (Bonnes Villes), 15 "cartiere" (quartiers) și o serie de seniorii (aproximativ 62). Acestea erau:
- Orașe:
  - Châtelet, Ciney, Couvin, Dinant, Fosses-la-Ville, Huy, Liège, Thuin, Verviers, Visé, Waremme, Beringen, Bilzen, Bree, Hamont, Hasselt, Herk-de-Stad, Loon, Maaseik, Peer, Sint-Truiden, Stokkem, Tongeren.
- Cartiere:
  - de periferie: Amercœur, Avroy, Sainte-Marguerite, Sainte-Walburge și Saint-Léonard
  - în afara periferiei: Amont, Condroz, Entre-Sambre-et-Meuse, Franchimont, Hesbaye, Horn, Looz, Moha, Montenaken, Stokkem

## Istoric
Originile episcopatului de la Liège sunt reprezentate de fondarea diocezei catolice de Tongeren în secolul IV. Aceasta se aparținea de dioceza de la Trier și mai apoi de cea de la Köln dar din a doua jumătate a secolului al IV-lea devine o dioceză de sine stătătoare. Frontierele diocezei erau reprezentate de dioceza de Utrecht în nord, de cea de Köln în est, de cele de Trier și Reims în sud și de cea de Cambrai în vest. Dioceza a jucat un rol activ în creștinarea francilor, aceasta încheindu-se după martirul Sfântului Lambert la Liège, la începutul secolului VIII. Episcopii ce i-au urmat lui Lambert au pus bazele unei catedrale în locul martiriului acestuia, capitala diocezei mutându-se treptat spre Liège.
Spre sfârșitul secolului al X-lea episcopii de Liège au consolidat în mod deosebit puterea episcopatului. În perioada episcopului Notger de Liège, episopatul primește de la împărăteasa Theophanu, mama împăratului Otto III și regenta acestuia, Comitatul Huy. Astfel episcopul devine în același timp prinț (sau conte) al domeniului său, având pe lângă puterile ecleziastice și puteri temporale, dar pe un teritoriu mai restrâns. Pentru următoarele opt secole, principatul episcopal își păstrează statutul și autonomia ridicată din cadrul Imperiului, poziționarea sa în vecinătatea Franței permițându-i de-a lungul timpului să joace un rol important în politica internațională europeană.
Teritoriul principatului a fost crescut în mod repetat prin achiziția diverselor comitate. Astfel în 1040 principatul achiziționează Comitatul Hesbaye, în 1096 achiziționează Senioria Bouillon de la Godefroy de Bouillon plecat în cruciadă, în 1106 o parte din comitatul Brunengeruz și în 1230 fortăreața Moha. Cele mai importante achiziții sunt însă Comitatul Loon în 1366 și Comitatul Horne în 1568. Aceste extinderi succesive și statutul special al episcopilor n cadrul Imperiului au împiedicat acțiunea unificatoare a Țărilor de Jos de către Ducii de Burgundia. Cu toate că principatul nu făcea parte din Domeniul burgund, datorită proximității dintre cele două, ducii Burgunzi capătă influențe din ce în ce mai mari asupra politicii principatului.
Secolele XVI și XVII au fost dificile pentru principat datorită sciziunii Țărilor de Jos Spaniole în urma Războiului de optzeci de ani și a campaniilor militare ale lui Ludovic XIV. Astfel în 1676 Ducatul Bouillon se separă de principat, devenind un protectorat francez în cadrul Imperiului. De asemenea majoritatea prinților erau de origine străine iar faptul că ei dețineau mai multe domenii petreceau din ce în ce mai puțin timp conducând afacerile principatului. Nemulțumirile populației, încurajate de ideile revoluționare franceze au dus la izbucnirea Revoluției de la Liège în 1789 împotriva domniei absolutiste a prinților. Încurajați și susținuți de trupele revoluționare franceze revoluționarii din Liège au reușit să ducă la prăbușirea principatului, în ciuda intervențiilor trupelor austriece din 1791 și 1793. Din ce în ce mai influențat de forțele franceze, teritoriul este înglobat în Republica franceză în 1795 departamentele Ourthe, Meuse-Inférieure, Jemmapes, Sambre-et-Meuse conținând porțiuni din teritoriul principatului. Prin Tratatul de la Lunéville din 1801 Imperiul recunoaște cuceririle franceze din Țările de Jos (inclusiv cea a principatului), iar prin Concordatul de la 1801 Biserica Catolică recunoaște dispariția Principatului episcopal și un nou episcopat este format la Liège, cu autoritate asupra departamentelor Ourthe și Meuse-Inférieure.